# RKSV Volendam in het seizoen 1971/72
Het seizoen 1971/1972 was het 17e jaar in het bestaan van de Volendamse betaaldvoetbalclub RKSV Volendam. De club kwam uit in de Nederlandse Eredivisie en eindigde daarin op de 17e plaats, dit betekende dat de club rechtstreeks degradeerde naar de Eerste divisie. Tevens deed de club mee aan het toernooi om de KNVB Beker, hierin werd in de halve finale verloren van Ajax (0–2).

## Wedstrijdstatistieken

### Eredivisie
|       | FC Den Bosch '67 | Ajax  | DWS   | Excelsior | Feyenoord | Go Ahead | FC Groningen | FC Den Haag-ADO | MVV   | NAC   | N.E.C. | PSV   | Sparta | Telstar | FC Twente '65 | FC Utrecht | Vitesse |
| ----- | ---------------- | ----- | ----- | --------- | --------- | -------- | ------------ | --------------- | ----- | ----- | ------ | ----- | ------ | ------- | ------------- | ---------- | ------- |
| Thuis | 0 – 1            | 0 – 1 | 3 – 0 | 1 – 0     | 0 – 3     | 0 – 0    | 0 – 2        | 0 – 0           | 1 – 0 | 1 – 1 | 0 – 1  | 1 – 1 | 1 – 2  | 1 – 5   | 0 – 0         | 3 – 1      | 0 – 0   |
| Uit   | 2 – 0            | 0 – 1 | 1 – 0 | 1 – 0     | 2 – 0     | 3 – 0    | 1 – 1        | 4 – 0           | 1 – 0 | 2 – 0 | 2 – 0  | 4 – 0 | 4 – 1  | 3 – 0   | 4 – 0         | 2 – 1      | 1 – 0   |

### KNVB Beker
| 1e ronde                                      | Veendam                              | 0 – 1 (0 – 1) | Volendam     |
| 9 januari 1972 Plaats: Veendam De Langeleegte |                                      |               | 30' Jan Bond |
| 1e ronde                                      | Volendam                             | 1 – 0 (1 – 0) | PSV          |
| 13 februari 1972 Plaats: Volendam Julianaweg  | Jan Mühren 7'                        |               |              |
| Kwartfinale                                   | Volendam                             | 1 – 0 (1 – 0) | Excelsior    |
| 1 april 1972 Plaats: Volendam Julianaweg      | Klaas Zwarthoed 30'                  |               |              |
| Halve finale                                  | Ajax                                 | 2 – 0 (2 – 0) | Volendam     |
| 11 april 1972 Plaats: Amsterdam De Meer       | Dick van Dijk 28' Johan Neeskens 33' |               |              |

## Statistieken Volendam 1971/1972

### Eindstand Volendam in de Nederlandse Eredivisie 1971 / 1972
| Stand | Gespeeld | Gewonnen | Gelijk | Verloren | Punten | Doelpunten voor | Doelpunten tegen |
| ----- | -------- | -------- | ------ | -------- | ------ | --------------- | ---------------- |
| 17e   | 34       | 5        | 7      | 22       | 17     | 16              | 55               |

### Topscorers
| #      | Naam            | Goal |
| ------ | --------------- | ---- |
| 1.     | Jan Bond        | 3    |
| 1.     | Walter Ferreira | 3    |
| 3.     | Jac Jonk        | 2    |
| 3.     | Jan Mühren      | 2    |
| 5.     | Dick de Boer    | 1    |
| 5.     | Jack Hoogland   | 1    |
| 5.     | Wim Kras        | 1    |
| 5.     | Johan Pelk      | 1    |
| 5.     | Jan Smit        | 1    |
| 5.     | Klaas Zwarthoed | 1    |
| Totaal | Totaal          | 16   |

| #      | Naam            | Goal |
| ------ | --------------- | ---- |
| 1.     | Jan Bond        | 1    |
| 1.     | Jan Mühren      | 1    |
| 1.     | Klaas Zwarthoed | 1    |
| Totaal | Totaal          | 3    |